# 克興巴赫河

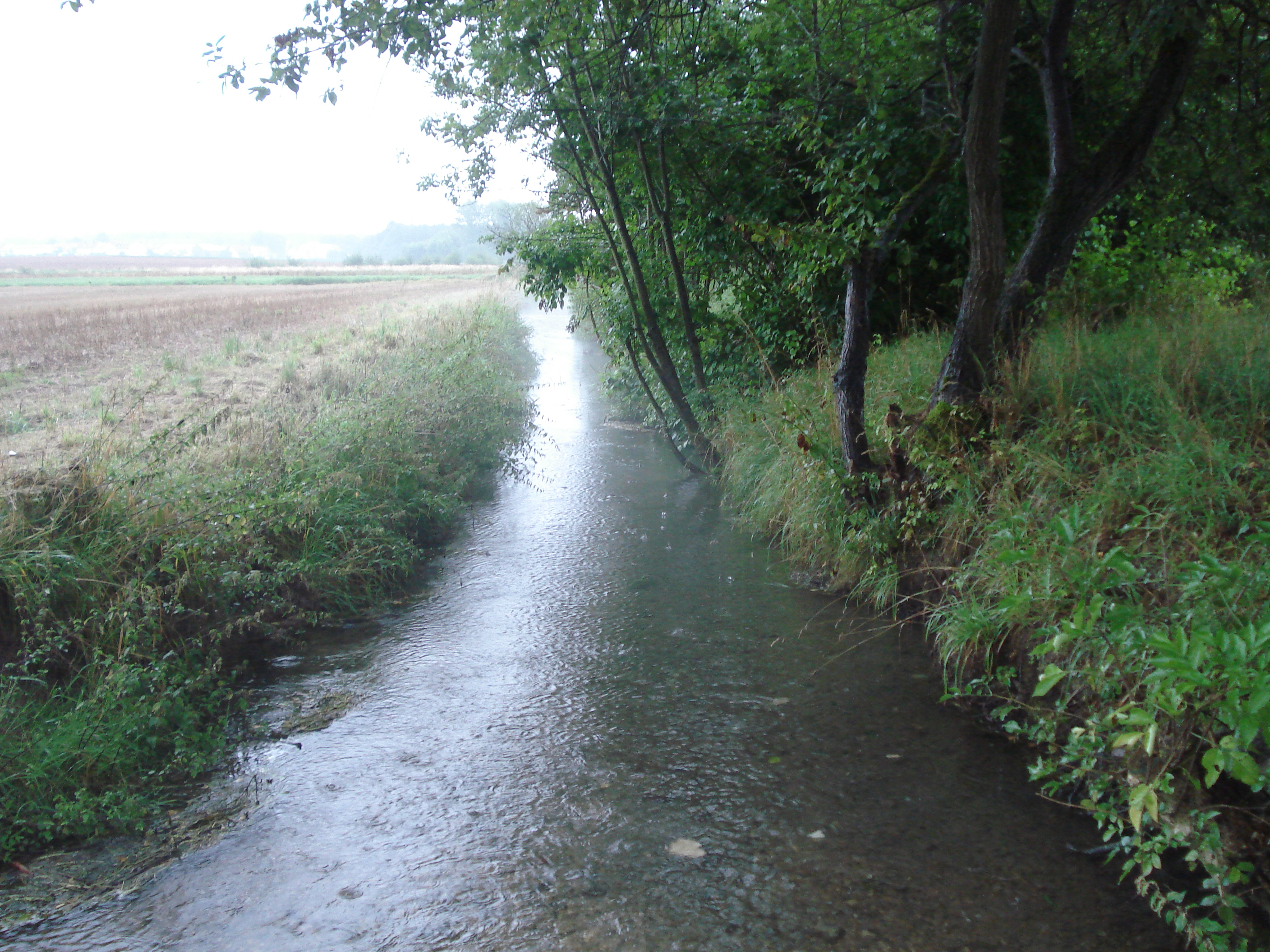

48°45′37.76″N 11°31′18.65″E / 48.7604889°N 11.5218472°E
克興巴赫河（德語：Köschinger Bach），是德國的河流，位於該國東南部，由巴伐利亞負責管轄，屬於邁靈巴赫河的左支流，河道全長10公里，河口處在大梅靈。